# Estación San Jacinto
San Jacinto es una estación ferroviaria ubicada en la localidad homónima, partido de Mercedes, Provincia de Buenos Aires, Argentina.

## Servicios
Desde 2016 no presta servicios de pasajeros de larga distancia.
Por sus vías corren trenes de carga de la empresa estatal Trenes Argentinos Cargas.